# 以心崇傳
以心崇傳（日语：／ Ishin Sūden，1569年—1633年2月28日），字以心，法名崇傳，是日本安土桃山時代至江戶時代臨濟宗的僧人。因駐錫於金地院，因此又稱金地院崇傳（日语：／ Konchiin Sūden）。他以外交僧的身份參與江戶幕府，與南光坊天海同為德川家康時代的黑衣宰相。

## 生涯
永祿12年（1569年），崇傳作為一色氏一門一色秀勝之子京都出生。其父死後，崇傳在南禪寺拜玄圃靈三為師，並且在南禪寺塔頭金地院跟從靖叔德林學法，其後轉至醍醐寺和三寶院繼續鑽研佛學。後來，崇傳先後擔任福嚴寺、禪興寺和建長寺住持，其後在慶長10年（1605年）於京都五山之上別格的南禪寺擔任第270世住持，這時獲後陽成天皇賜予紫衣。
慶長13年（1608年），崇傳獲德川家康傳召，前往駿府城取代死去的西笑承兌處理外交工作，從而參與江戶幕府政策。他與閑室元佶、板倉勝重將寺社帶入行政中，禁制基督教，並且與寺院諸法度、武家諸法度和禁中並公家諸法度制定有關連。
慶長19年（1614年）方廣寺鐘銘事件爆發，崇傳指出文英清韓銘文中的「國家安康，君臣豐樂」乃詛咒家康身首異處，祈求豐臣氏繁盛的語句，此一文字獄，成為大坂之陣爆發的導火線之一，近年有些研究則指出他沒有參與此事。然而，崇傳卻有份參與相關調查，在豐臣氏派片桐且元前來解釋時，曾經無視銘文的問題，反而質問為何豐臣氏集結浪人。
元和2年（1616年），家康死去後，崇傳主張以明神作為家康的神號，但是最終決定採用天海主張的權現。
元和4年（1618年），崇傳在江戶建立金地院。翌年，他成為僧錄後，金地院僧錄全由崇傳法系的僧人佔據。其後，他往返南禪寺（金地院）和江戶的金地院，並且執行政務。另外，崇傳亦修復南禪寺和建長寺，並且在收集和發行古籍等藝術層面作出貢獻。
寬永4年（1627年），崇傳原本打算將在紫衣事件上反對幕府的澤庵宗彭、玉室宗珀和江月宗玩流放至遠島，但是在天海和柳生宗矩等人介入下，改為將澤庵流放至出羽上山，玉室則流放至陸奧棚倉，江月則既往不咎。
寬永10年（1633年）1月20日，崇傳在江戶的金地院死去，享年65歲。

## 個人
崇傳著有《本光國師日記》、《本光國師語錄》和記錄外交關係的《異國日記》，雖然有學識，但是由於權勢過大，加上在方廣寺鐘銘事件等的強硬政治手段，被世人冠以「黑衣宰相」和「大欲山氣根院僭上寺惡國師」之名，沢庵甚至稱他為「天魔外道」。然而，有些意見認為崇傳在家康死後失勢，地位由天海取代。

## 媒體
- 《黑衣宰相》（《文藝春秋》，火坂雅志（日语：火坂雅志））